# Lygrus obscurus
Lygrus obscurus är en skalbaggsart som beskrevs av Karl Adlbauer 2005. Lygrus obscurus ingår i släktet Lygrus och familjen långhorningar. Inga underarter finns listade i Catalogue of Life.